# Iemva
Iemva (en russe : Емва) est une ville de la république des Komis, en Russie, et le centre administratif du raïon de Kniajpogost. Sa population s'élevait à 13 625 habitants en 2014.

## Géographie
Iemva est située sur la rive gauche de la rivière Vym, à 102 km au nord de Syktyvkar et à 1 068 km au nord-est de Moscou.

## Histoire
Imeva est fondée près de la gare de chemin de fer de Kniajpogost (russe : Княжпого́ст), ouverte en 1942, sur la voie ferrée de la Petchora, reliant Konocha à Vorkouta par Kotlas. En 1941, elle reçoit le statut de commune urbaine et est renommée Jeleznodorojny (Железнодоро́жный). En 1985, elle reçoit le statut de ville et le nom de Iemva, appellation locale de la rivière Vym.

## Population
Recensements (*) ou estimations de la population
| 1959*  | 1970*  | 1979*  | 1989*  | 2002*  |
| ------ | ------ | ------ | ------ | ------ |
| 13 706 | 13 529 | 15 936 | 18 782 | 16 739 |

| 2006   | 2010*  | 2012   | 2013   | 2014   |
| ------ | ------ | ------ | ------ | ------ |
| 15 310 | 14 570 | 14 133 | 13 855 | 13 625 |

| 2017   | 2021   | - | - | - |
| ------ | ------ | - | - | - |
| 12 906 | 10 994 | - | - | - |